# Frederik Valdemar Nikolai Beichman

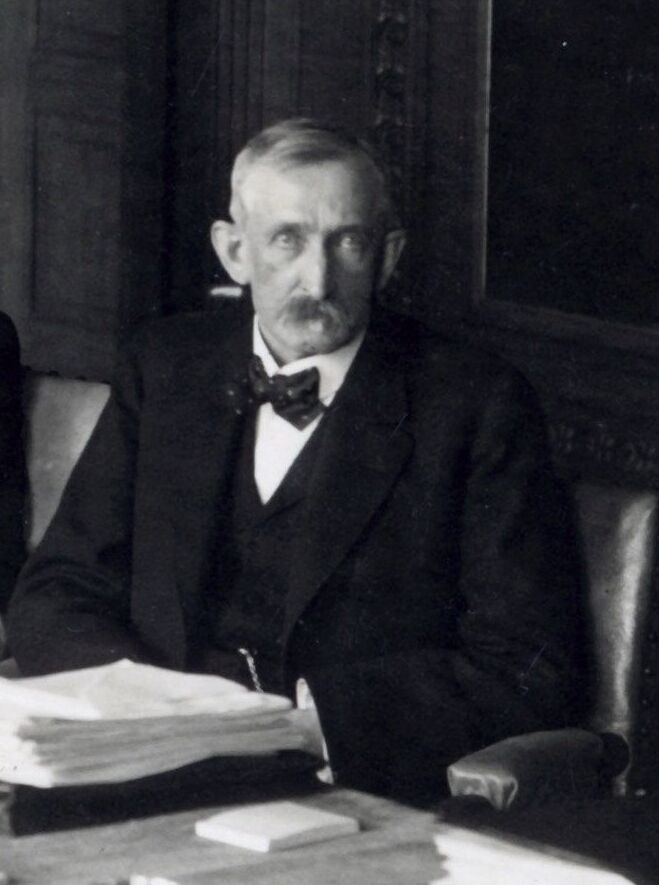
Frederik Beichmann

Frederik Valdemar Nikolai Beichman, född 1859, död 1937, var en norsk jurist.
Beichman blev byråchef vid justitiedepartementet 1889, expeditionschef där 1897, och ordförande i Trondheims overret 1904. Som sakkunnig i internationell rätt representerade Beichman flera gånger Norge vid mellanfolkliga juridiska konferenser och var från 1910 ledamot av den skandinaviska kommittén för lagstiftning på familjerättens område och var även Norges representant i skiljedomstolen 1908-09 angående Grisbådarna och var från 1921 ledamot av permanenta skiljedomstolen i Haag.